# Jim Backus

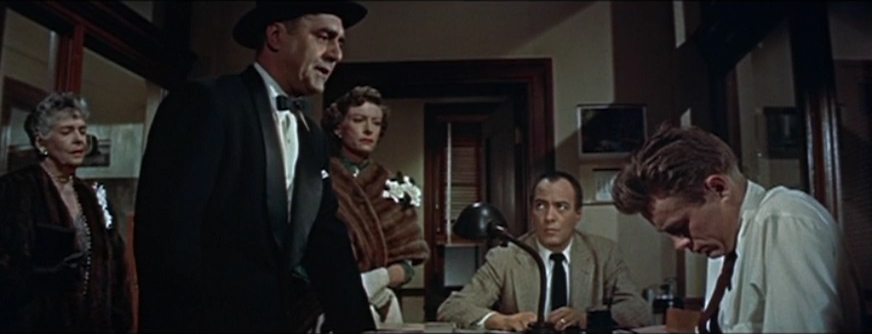
Jim Backus näst längst till vänster.

James Gilmore "Jim" Backus, född 25 februari 1913 i Cleveland, Ohio, död 3 juli 1989 i Los Angeles, Kalifornien, var en amerikansk skådespelare. Backus är känd för rollen som Mr. Howell i TV-serien Gilligan's Island.

## Biografi

### Uppväxt och tidig karriär
Backus föddes i Cleveland, Ohio och han växte upp i en förort som heter Bratenahl. Hans pappa hette Gould Backus och var ingenjör. Hans mamma hette Daisy Gilmore. Jim Backus hade libanesisk bakgrund. Han studerade vid en militärskola, Kentucky Military Institute, men blev avstängd från skolan efter att ha ridit på en häst genom korridorerna.
Backus var en hängiven golfare, och år 1964 medverkade han i en golfturnering tillsammans med Bing Crosby.
Under 1950-talet medverkade han i diverse radioprogram, och han hade en del småroller och biroller i olika filmer. Han medverkade bland annat i filmen Ung rebell, där han spelade pappa till James Deans karaktär.
År 1952 medverkade han i filmen Deadline - U.S.A, där han spelade mot Humphrey Bogart.
År 1963 medverkade han i filmen En ding, ding, ding, ding värld, en komedi där en lång rad av den tidens största skådespelare och komiker medverkade.
År 1977 medverkade han i filmen Peter och draken Elliott som borgmästare i den fiktiva staden Passamaquoddy.

### Gilligan's Island
År 1964 fick han en stor biroll i TV-serien Gilligan's Island, där han spelar en miljonär vid namn Mr. Howell. Det är hans mest kända roll, och efter att serien lagts ned år 1967 blev det svårt för honom att få nya roller. Rollen som Mr. Howell spelar han även i filmen Rescue from Gilligan's Island samt i den tecknade serien The New Adventures of Gilligan och Gilligan's Planet.

### Senare karriär
Efter Gilligan's Island blev det inte många fler roller får Jim Backus. Under återstoden av 1960-talet fick han mest gästspela i andra TV-serier, exempelvis The Brady Bunch. Under 1970-talet och 1980-talet fick han i stort sett bara medverka i reklamfilmer för olika produkter.
År 1971 fick han spela Gud i en rockopera med titeln Truth of Truths. Backus fick dock inte medverka i scenföreställningen av rockoperan, han medverkade endast på albumet med musiken från rockoperan.
Han skrev även en lång rad humoristiska böcker tillsammans med sin fru, Henny Backus.

### Död
Jim Backus led av Parkinsons sjukdom under de sista åren av sitt liv, och den 3 juli 1989 dog han av lunginflammation. Han ligger begravd i Westwood, Los Angeles, USA. Han var den förste skådespelaren från serien Gilligan's Island som dog. Alan Hale, Jr dog året efter, och Natalie Schafer dog strax efter Hale. Bob Denver dog år 2005.

## Filmografi i urval
- 1949 - Ragtime Bear
- 1949 - På kryss med äventyret
- 1950 - Vi från vischan
- 1951 - M = mördaren
- 1951 - Mannen med kappan
- 1952 - Drama på hotell
- 1952 - Storstadsmarodörer
- 1954 - Av hela mitt hjärta
- 1952-1955 - I Married Joan (TV-serie)
- 1955 - Ung rebell
- 1956 - Viva Las Vegas
- 1957 - Generalen på drift
- 1958 - Kärleken - ett dyrbart nöje
- 1959 - Det vet varenda flicka
- 1959 - Främling från bergen
- 1959 - Luft i luckan
- 1959 - Tusen och ett äventyr
- 1960 - Mister Magoo (TV-serie)
- 1960-1961 - Hot Off the Wire (TV-serie)
- 1961 - Bara på skoj
- 1962 - Mister Magoo's Christmas Carol
- 1962 – Bröderna Grimms underbara värld
- 1963 - Operation Bikini
- 1963 - Raggarungar
- 1963 - En ding, ding, ding, ding värld
- 1964-1967 - Gilligan's Island (TV-serie)
- 1967 - Förbjudet område
- 1968 - Vad hände när ljuset slocknade?
- 1969 - Wake Me When the War Is Over
- 1972 - Osynliga ligan slår till
- 1971-1974 - The Brady Bunch (TV-serie)
- 1974 - The New Adventures of Gilligan (TV-serie)
- 1975 - Kolchak: The Night Stalker (gästroll i TV-serie)
- 1975 - Hämnd på ögonvittne
- 1977 - Peter och draken Elliot
- 1978 - Rescue from Gilligan's Island
- 1978-1980 - Fantasy Island (gästroll i TV-serie)
- 1982 - Gilligan's Planet (TV-serie)
- 1985 - Prince Jack